# Englische Cricket-Nationalmannschaft in Indien in der Saison 2001/02
Die Tour der englischen Cricket-Nationalmannschaft nach Indien in der Saison 2001/02 fand vom 18. November 2001 bis zum 3. Februar 2002 statt. Die internationale Cricket-Tour war Teil der internationalen Cricket-Saison 2001/02 und umfasste drei Test Matches und sechs ODIs. Indien gewann die Testserie 1-0, die ODI-Serie ging 3-3 aus.

## Vorgeschichte
Indien spielte zuletzt eine Tour in Südafrika, England in Simbabwe. Das letzte Aufeinandertreffen der beiden Mannschaften in einer Tour fand in der Saison 1996 in England statt. Nach den Terroranschlägen des 11. Septembers 2001 in den USA überprüfte England ihr Tour-Programm, entschieden sich jedoch die Tour in Indien auszutragen. Nach der umstrittenen Sperre des indischen Spielers Virender Sehwag für den ersten Test auf der Tour in Südafrika durch Referee Mike Denness stellte Indien Sehwag zunächst auf. England reagierte darauf mit der Erklärung, dass wenn Indien die Sperre nicht akzeptieren würde, sie den ersten Test nicht austragen würden. Nachdem sich der Weltverband ICC eingeschaltet hatte, zog Indien Sehwag für den ersten Test zurück. Am 18. Dezember 2001 verkündete der indische Verband, dass England neben den fünf geplanten ODIs ein weiteres austragen würde, was der englische Verband ECB sofort verneinte. Kurz vor Ende des Jahres verkündete der ECB, dass man sich geeinigt habe und so ein sechstes ODI doch stattfand.

## Stadien
Für die Tour wurden folgende Stadien als Austragungsorte vorgesehen und wurden am 12. September 2001 bekanntgegeben.
| Stadion                            | Stadt     | Kapazität | Spiele  |
| ---------------------------------- | --------- | --------- | ------- |
| Sardar Patel Stadium               | Ahmedabad | 54.000    | 2. Test |
| M. Chinnaswamy Stadium             | Bengaluru | 42.000    | 3. Test |
| M. A. Chidambaram Stadium          | Chennai   | 46.000    | 3. ODI  |
| Barabati Stadium                   | Cuttack   | 45.000    | 2. ODI  |
| Feroz Shah Kotla                   | Delhi     | 48.000    | 5. ODI  |
| Green Park Stadium                 | Kanpur    | 33.000    | 4. ODI  |
| Eden Gardens                       | Kolkata   | 82.000    | 1. ODI  |
| Punjab Cricket Association Stadium | Mohali    | 35.000    | 1. Test |
| Wankhede Stadium                   | Mumbai    | 33.000    | 6. ODI  |

## Kader
England benannte seinen Test-Kader am 28. August, und seinen ODI-Kader am 17. Oktober 2001.
Indien benannte seinen Test-Kader am 27. November 2001.
| Test | Test | ODI | ODI |
| Indien | England | Indien | England |
| --- | --- | --- | --- |
| - Sourav Ganguly (K) - Sanjay Bangar - Shiv Sunder Das - Deep Dasgupta (wk) - Rahul Dravid - Anil Kumble - VVS Laxman - Virender Sehwag - Iqbal Siddiqui - Harbhajan Singh - Sarandeep Singh - Javagal Srinath - Sachin Tendulkar - Tinu Yohannan | - Nasser Hussain (K) - Mark Butcher - Richard Dawson - Andrew Flintoff - James Foster (wk) - Ashley Giles - Matthew Hoggard - James Ormond - Mark Ramprakash - Graham Thorpe - Marcus Trescothick - Michael Vaughan - Craig White | - Sourav Ganguly (K) - Ajit Agarkar - Hemang Badani - Sanjay Bangar - Mohammad Kaif - Anil Kumble - VVS Laxman - Dinesh Mongia - Ajay Ratra (wk) - Virender Sehwag - Harbhajan Singh - Sarandeep Singh - Javagal Srinath - Sachin Tendulkar | - Nasser Hussain (K) - Andy Caddick - Paul Collingwood - Andrew Flintoff - James Foster (wk) - Ashley Giles - Darren Gough - Matthew Hoggard - Ben Hollioake - Nick Knight - Jeremy Snape - Graham Thorpe - Marcus Trescothick - Michael Vaughan |

## Tour Matches
| 18. – 19. November Scorecard | Mumbai | Mumbai Cricket Association President’s XI 373-5d (90) | – | England XI 370-5 (90) |
|                              |        | Remis                                                 |   |                       |

| 22. – 24. November Scorecard | Hyderabad | England XI 320 (96.4) & 163-9 (52) | – | Indian Board President’s XI 339-7d (112) |
|                              |           | Remis                              |   |                                          |

| 27. – 29. November Scorecard | Jaipur | Indien A 233-9d (76.5) & 109 (50.1) | – | England XI 170 (62.3) & 173-7 (55.1) |
|                              |        | England XI gewinnt mit 3 Wickets    |   |                                      |

| 17. Januar Scorecard | Kolkata | Cricket Association of Bengal XI 150 (42.3)   | – | England XI 219-5 (34) |
|                      |         | England XI gewinnt mit 8 Wickets (D/L method) |   |                       |

## Test Matches

### Erster Test in Mohali
| 3. – 6. Dezember Scorecard | Mohali | England 238 (76.3) & 235 (77.4) | – | Indien 469 (169) & 5-0 (0.2) |
|                            |        | Indien gewinnt mit 10 Wickets   |   |                              |

### Zweiter Test in Ahmedabad
| 11. – 15. Dezember Scorecard | Ahmedabad | England 407 (144.3) & 257 (83.2) | – | Indien 291 (120.3) & 198-3 (97) |
|                              |           | Remis                            |   |                                 |

### Dritter Test in Bengaluru
| 19. – 23. Dezember Scorecard | Bengaluru | England 336 (123.3) & 33-0 (7.1) | – | Indien 238 (94.3) |
|                              |           | Remis                            |   |                   |

## One-Day Internationals

### Erstes ODI in Kolkata
| 19. Januar Scorecard | Kolkata | Indien 281-8 (50)          | – | England 259 (44) |
|                      |         | Indien gewinnt mit 22 Runs |   |                  |

### Zweites ODI in Cuttack
| 22. Januar Scorecard | Cuttack | England 250-7 (50)          | – | Indien 234 (48.4) |
|                      |         | England gewinnt mit 16 Runs |   |                   |

### Drittes ODI in Chennai
| 25. Januar Scorecard | Chennai | England 217 (48)             | – | Indien 221-6 (46.4) |
|                      |         | Indien gewinnt mit 4 Wickets |   |                     |

### Viertes ODI in Kanpur
| 28. Januar Scorecard | Kanpur | England 218-7 (39/39)        | – | Indien 219-2 (29.4/39) |
|                      |        | Indien gewinnt mit 8 Wickets |   |                        |

### Fünftes ODI in Delhi
| 31. Januar Scorecard | Delhi | England 271-5 (50)         | – | Indien 269-8 (50) |
|                      |       | England gewinnt mit 2 Runs |   |                   |

### Sechstes ODI in Mumbai
| 3. Februar Scorecard | Mumbai | England 255 (49.1)         | – | Indien 250 (49.5) |
|                      |        | England gewinnt mit 5 Runs |   |                   |

## Statistiken
Die folgenden Cricketstatistiken wurden bei dieser Tour erzielt.
| Tests              | Tests      | Tests   | Tests   | Tests   | Tests   | Tests   | Tests   | Tests   |
| Batting            | Batting    | Batting | Batting | Batting | Batting | Batting | Batting | Batting |
| Spieler            | Mannschaft | Spiele  | Innings | Runs    | Average | HS      | 100s    | 50s     |
| ------------------ | ---------- | ------- | ------- | ------- | ------- | ------- | ------- | ------- |
| Sachin Tendulkar   | Indien     | 3       | 4       | 307     | 76,75   | 103     | 1       | 2       |
| Marcus Trescothick | England    | 3       | 6       | 240     | 48,00   | 99      | 0       | 2       |
| Mark Butcher       | England    | 3       | 6       | 215     | 43,00   | 92      | 0       | 2       |
| Craig White        | England    | 3       | 5       | 205     | 41,00   | 121     | 1       | 0       |
| Nasser Hussain     | England    | 3       | 5       | 191     | 38,20   | 85      | 0       | 2       |
| Bowling            |            |         |         |         |         |         |         |         |
| Spieler            | Mannschaft | Spiele  | Overs   | Wickets | Average | BBI     | 5W      | 10W     |
| Anil Kumble        | Indien     | 3       | 166.1   | 19      | 23,15   | 7/115   | 2       | 1       |
| Harbhajan Singh    | Indien     | 3       | 136.3   | 13      | 24,53   | 5/51    | 2       | 0       |
| Matthew Hoggard    | England    | 3       | 101.5   | 9       | 31,22   | 4/80    | 0       | 0       |
| Andrew Flintoff    | England    | 3       | 92      | 6       | 31,50   | 4/50    | 0       | 0       |
| Ashley Giles       | England    | 2       | 108.3   | 6       | 33,00   | 5/67    | 1       | 0       |
| Javagal Srinath    | Indien     | 2       | 71      | 6       | 36,83   | 4/73    | 0       | 0       |
| Richard Dawson     | England    | 3       | 90      | 6       | 46,50   | 4/134   | 0       | 0       |

| ODIs               | ODIs       | ODIs    | ODIs    | ODIs    | ODIs    | ODIs    | ODIs    | ODIs    |
| Batting            | Batting    | Batting | Batting | Batting | Batting | Batting | Batting | Batting |
| Spieler            | Mannschaft | Spiele  | Innings | Runs    | Average | HS      | 100s    | 50s     |
| ------------------ | ---------- | ------- | ------- | ------- | ------- | ------- | ------- | ------- |
| Marcus Trescothick | England    | 6       | 6       | 318     | 53,00   | 121     | 1       | 1       |
| Sachin Tendulkar   | Indien     | 6       | 6       | 266     | 53,20   | 87*     | 0       | 2       |
| Virender Sehwag    | Indien     | 6       | 6       | 240     | 40,00   | 82      | 0       | 2       |
| Sourav Ganguly     | Indien     | 5       | 5       | 236     | 47,20   | 80      | 0       | 2       |
| Dinesh Mongia      | Indien     | 6       | 6       | 213     | 42,60   | 71      | 0       | 1       |
| Bowling            |            |         |         |         |         |         |         |         |
| Spieler            | Mannschaft | Spiele  | Overs   | Wickets | Average | BBI     | 5W      | 10W     |
| Harbhajan Singh    | Indien     | 5       | 47      | 10      | 20,10   | 5/43    | 1       | 0       |
| Ajit Agarkar       | Indien     | 6       | 46      | 10      | 27,80   | 4/34    | 0       | 0       |
| Javagal Srinath    | Indien     | 6       | 50.1    | 8       | 31,00   | 2/37    | 0       | 0       |
| Darren Gough       | England    | 6       | 55.4    | 8       | 37,75   | 3/46    | 0       | 0       |
| Ashley Giles       | England    | 3       | 26      | 7       | 20,71   | 5/57    | 1       | 0       |
| Andrew Flintoff    | England    | 6       | 49.5    | 7       | 31,00   | 3/38    | 0       | 0       |
| Anil Kumble        | Indien     | 6       | 57      | 7       | 37,42   | 2/37    | 0       | 0       |

## Player of the Series
Als Player of the Series wurden die folgenden Spieler ausgezeichnet.
| Serie | Player of the Series |
| ----- | -------------------- |
| Test  | Sachin Tendulkar     |
| ODI   | Sachin Tendulkar     |

### Player of the Match
Als Player of the Match wurden die folgenden Spieler ausgezeichnet.
| Spiel   | Player of the Match |
| ------- | ------------------- |
| 1. Test | Anil Kumble         |
| 2. Test | Craig White         |
| 3. Test | Andrew Flintoff     |
| 1. ODI  | Marcus Trescothick  |
| 2. ODI  | Paul Collingwood    |
| 3. ODI  | Sachin Tendulkar    |
| 4. ODI  | Virender Sehwag     |
| 5. ODI  | Ashley Giles        |
| 6. ODI  | Marcus Trescothick  |